# 汤晓丹
汤晓丹（1910年—2012年1月21日），男，福建华安人，中华民国及中华人民共和国电影导演。

## 生平
1910年，汤晓丹生于福建省华安县。幼年侨居印度尼西亚，喜欢绘画，并且对电影产生兴趣。10岁时，汤晓丹随父母回到中国，后来在集美农村专科学校学习，阅读了许多文艺作品。1928年，因参加学生运动而遭到学校开除。1929年，他独自来到上海，结识了沈西苓、田汉、阳翰笙等左翼戏剧电影界知名人物。他常整天在电影院观看各种电影。此外，他还从报纸上学到一些戏剧电影理论。
1931年，经沈西苓介绍，汤晓丹进入上海天一影片公司担任布景师。
1932年，在拍摄电影《白金龙》时，由于导演患病，汤晓丹遂顶替导演工作。该片公映后获得欢迎，汤晓丹一举成名。此后，汤晓丹执导拍摄了电影《飞絮》、《飘零》。
1934年夏，汤晓丹应邀请到香港拍电影，先后拍摄了《糊涂外交》、《翻天覆地》等等。于1937年2月13日上映的《花开富贵》，是香港影坛首部在片名上融入吉祥话的贺岁电影。
抗日战争爆发后，他导演了抗日题材的电影《上海火线后》、《小广东》、《民族的吼声》等等。1942年香港沦陷，日方想找他拍摄《香港攻略》，他改名换姓后逃亡重庆。抗日战争胜利后，汤晓丹回到上海，拍摄了《警魂歌》、《天堂春梦》、《甦凤记》、《失去的爱情》等电影。
中华人民共和国成立后，汤晓丹任上海电影制片厂导演，以擅长拍摄战争题材电影而著称。从1950年到1965年，汤晓丹导演了《钢铁世家》、《不夜城》、《卧龙湖》三部故事片，并且拍摄了《胜利重逢》、《南征北战》、《渡江侦察记》、《怒海轻骑》、《沙漠里的战斗》、《红日》、《水手长的故事》七部战争题材电影。其中，《南征北战》是中华人民共和国成立后拍摄的一部优秀的军事题材影片。1954年汤晓丹导演的《渡江侦察记》是另一部优秀影片，1957年获文化部1949－1955年优秀影片奖一等奖，在捷克斯洛伐克举行的国际电影节上获得好评。1963年拍摄完成的《红日》公映之后，受到观众欢迎。1962年，汤晓丹成为中国共产党党员。
不久，电影《红日》被批判为“反党大毒草”，汤晓丹受到牵连。文化大革命爆发后，汤晓丹受到严重迫害，“死去活来反复数次”，后来被下放到五七干校接受劳动改造。汤化达接受了重拍《渡江侦察记》的导演任务之后，工作进展因故受阻，经批准将汤晓丹从五七干校调到摄制组。汤晓丹恢复工作，也为其子汤沐海通过政审成为上海音乐学院工农兵学员铺平了道路，所以汤晓丹很感激汤化达。
1975年后，汤晓丹拍摄了《祖国啊，母亲！》、《傲蕾·一兰》（上、下）、《南昌起义》等电影。1983年，拍摄完成传记片《廖仲恺》。 《傲蕾·一兰》获文化部1979年优秀影片奖；《南昌起义》获文化部1981年优秀影片奖；《廖仲恺》获文化部1983年优秀影片二等奖，汤晓丹因此片而获得1984年第4届中国电影金鸡奖最佳导演奖。汤晓丹还曾获得中国电影金鸡奖终身成就奖，“国家有突出贡献电影艺术家”荣誉称号等等。
2012年1月21日，汤晓丹在上海华东医院病逝，享年102岁。

## 作品

### 编导
- 1933年《飞絮》（与邵醉翁合作）
- 1934年《翻天覆地》

### 导演
- 1933年《白金龙》
- 1933年《飘零》
- 1934年《一个女明星》
- 1934年《糊涂外交》
- 1934年《并蒂莲》
- 1934年《花开富贵》
- 1935年《金屋十二钗》
- 1936年《时事造英雄》
- 1936年《肖女怀春》
- 1936年《金屋十二钗》
- 1937年《闺怨》
- 1937年《再生缘》
- 1938年《舞台风光》
- 1938年《上海火线后》
- 1939年《小广东》
- 1939年《嫦娥奔月》
- 1940年《民族的吼声》
- 1940年《窈窕淑女》
- 1944年《敢死警备队》
- 1946年《天堂春梦》
- 1947年《甦凤记》
- 1948年《万象回春》
- 1949年《失去的爱情》
- 1950年《胜利重逢》
- 1952年《南征北战》（与成荫合作）
- 1954年《渡江侦察记》
- 1955年《怒海轻骑》（与王滨合作）
- 1956年《沙漠里的战斗》
- 1957年《不夜城》
- 1958年《卧龙湖》
- 1959年《钢铁世家》
- 1963年《红日》
- 1974年《渡江侦察记》（与汤化达合作）
- 1976年《难忘的战斗》（与天然、于本正合作）
- 1977年《祖国啊，母亲！》（与张惠钧合作）
- 1979年《傲蕾·一兰》
- 1981年《南昌起义》
- 1983年《廖仲恺》

### 其他
- 1985年《肖尔布拉克》（艺术顾问） [1]

## 家庭
- 妻：蓝为洁，剪辑师。蓝为洁和汤晓丹共同生活了66年。[5]
- 长子：汤沐黎，画家；次子：汤沐海，指挥家。[6]